# Lukáš Punčochář
Lukáš Punčochář (* 18. listopadu 2002, Brno) je český florbalový obránce, reprezentant, vicemistr světa z roku 2022, mistr Česka ze sezóny 2021/2022, stříbrný medailista Poháru mistrů 2025 a juniorský mistr světa z roku 2021. V Superlize florbalu hraje od roku 2019.

## Klubová kariéra
Punčochář s florbalem začínal v klubu Bulldogs Brno. Za mužský tým Bulldogs nastoupil poprvé v nedohrané sezóně 2019/2020 v 1. lize. Po dobu dalšího přerušení českých soutěží na podzim 2020 kvůli pandemii covidu-19 hrál za tým do 21 let finského klubu Westend Indians. Po návratu dohrál ročník 2020/2021 na hostování v superligovém klubu FbŠ Bohemians.
Po sezóně přestoupil do aktuálního mistrovského týmu, Florbal MB, se kterým v roce 2022 titul obhájili. V sezóně 2023/2024 získali stříbro a na následném Poháru mistrů 2025 se také probojovali do finále.

## Reprezentační kariéra
V juniorské reprezentaci získal Punčochář na Mistrovství světa do 19 let v roce 2021 druhé české zlato.

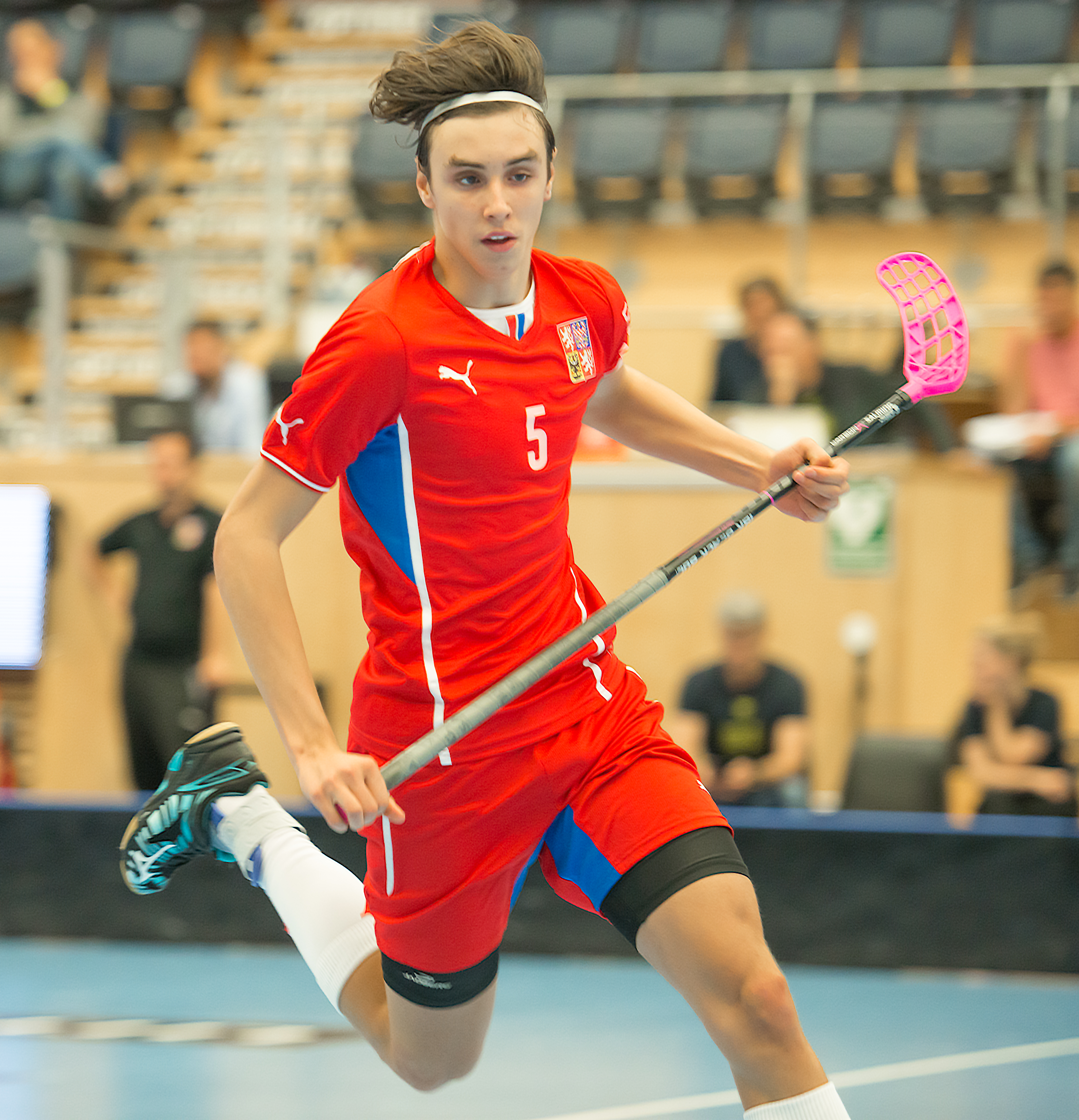
Lukáš Punčochář v juniorském národním týmu na Euro Floorball Tour v říjnu 2018

Na svém prvním startu v mužské reprezentaci na Euro Floorball Tour (EFT) v říjnu 2021 byl u druhé české porážky Švédska v historii. V roce 2021 na odloženém Mistrovství světa 2020 získal bronz, první českou medaili po sedmi letech. Další bronz s týmem vybojovali na Světových hrách 2022. A na Mistrovství světa v roce 2022 získali po 18 letech druhou českou stříbrnou medaili.

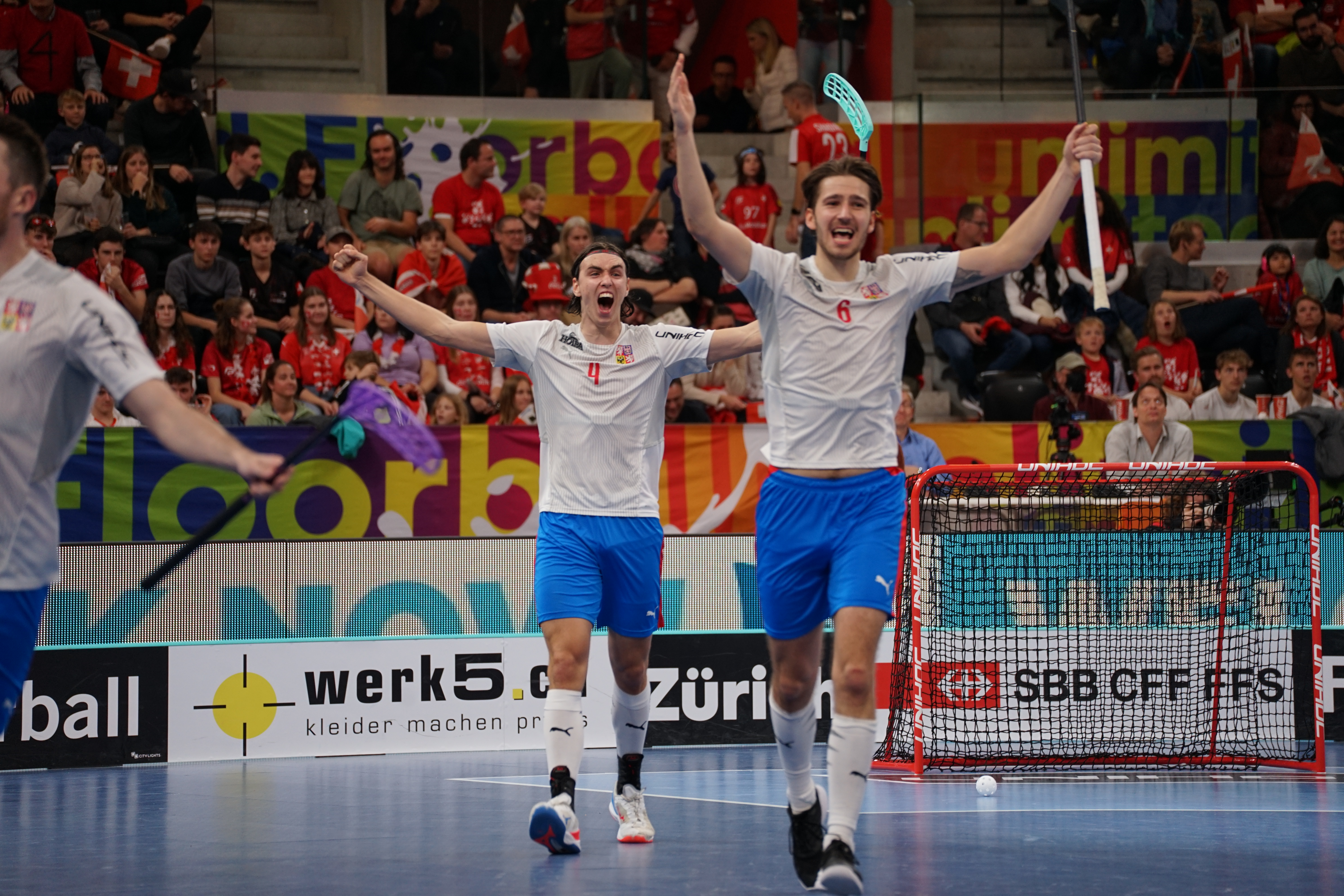
Lukáš Punčochář (vzadu) slaví vítězství nad Švýcarskem v semifinále Mistrovství světa 2022

V listopadu 2023 s týmem potřetí v historii vyhráli turnaj EFT, na kterém porazili dosud nejvyšším rozdílem 12:8 Švédsko a jako první jim nastříleli dvoumístný počet branek.
| Umístění | Soutěž                                       |
| -------- | -------------------------------------------- |
|          | Mistrovství světa ve florbale do 19 let 2021 |
|          | Mistrovství světa ve florbale 2020           |
|          | Florbal na Světových hrách 2022              |
|          | Mistrovství světa ve florbale 2022           |
|          | Mistrovství světa ve florbale 2024           |